# Маркелия
Маркелия (исп. Marquelia) — посёлок и административный центр одноимённого муниципалитета в мексиканском штате Герреро. Численность населения, по данным переписи 2010 года, составила 6 553 человека.

## История
Город был основан 27 мая 1837 года